# Krasnici
Krasnici (Lat. Buprestidae), porodica kukaca kornjaša koja ime dobiva po upadljivim i spektakularnim presijavajučim bojama. Ovi kukci su ksilofagi i štetnicima po šumama. Štetne su samo ličinke koje nakon što se izlegu iz jaja zavlače pod koru, rjeđe u drvo, gdje prave hodnike. Njeznin razvoj traje oko dvije godine, rjeđe godinu, ili više od dvije godine
Roje se početkom ljeta jer vole toplinu i sunce, a može ih se vidjeti po cvijeću, i često po kladama, gredma, trupcima i stovarištima drva. Neki od krasnika su saproksilični organizmi koji se hrane mrtvim drvetom.

## Sistematika
Porodica Buprestidae zajedno s porodicom Schizopodidae čini natporodicu Buprestoidea a sastoji se od preko 540 rodova.
1. Agrilinae Laporte, 1835
2. Buprestinae Leach, 1815
3. Chrysochroinae Laporte de Castelnau, 1835
4. Galbellinae Reitter, 1911
5. Julodinae Lacordaire, 1857
6. Parathyreinae Alexeev, 1994 †
7. Polycestinae Lacordaire, 1857

- incertae sedis

1. Glaphyropteridae Pongrácz, 1935 †
2. Mesostigmodera Etheridge & Olliff, 1890 †

- Perotis xerxes
- Psiloptera roseocarinata
- Kisanthobia ariasi
- Conognatha amoena
- Dicercomorpha multiguttata
- Acmaeodera bodoani
- Ptosima undecimmaculata
- Acmaeoderella villosula
- Acmaeoderella flavofasciata
- Acmaeoderella mimonti
- Acmaeodera louwi
- Neojulodis (Protojulodis) rufolimbata
- Sternocera chrysis

## Vanjske poveznice
|  | Zajednički poslužitelj ima još gradiva o temi Buprestoidea |
|  | Wikivrste imaju podatke o taksonu Buprestoidea             |